# Monteagle, New South Wales
Monteagle är en ort i Australien. Den ligger i kommunen Young och delstaten New South Wales, i den sydöstra delen av landet, omkring 270 kilometer väster om delstatshuvudstaden Sydney.
Runt Monteagle är det mycket glesbefolkat, med 4 invånare per kvadratkilometer.. Närmaste större samhälle är Young, omkring 15 kilometer söder om Monteagle.
Trakten runt Monteagle består till största delen av jordbruksmark. Genomsnittlig årsnederbörd är 728 millimeter. Den regnigaste månaden är februari, med i genomsnitt 147 mm nederbörd, och den torraste är oktober, med 24 mm nederbörd.